# Independence-klass (hangarfartyg)
Independence-klass var en fartygsklass bestående av lätta hangarfartyg byggda för amerikanska flottan vilka tjänstgjorde under andra världskriget.

## Historia
Den här fartygsklassen var resultatet av president Franklin D. Roosevelts intresse för flottans planer för varvsindustrin. I augusti 1941, med ett krig överhängande, konstaterade han att inga nya hangarfartyg väntades före 1944 och föreslog att snabbt konvertera några av de många kryssare som då var under konstruktion. Studier av hangarfartyg i storlek med kryssare hade visat deras allvarliga begränsningar, där styrelsen för amerikanska flottan svarade att en sådan konvertering visade alltför många kompromisser för att vara effektiv den 13 oktober 1941. Presidenten beställde en annan studie den 25 oktober och Bureau of Ships svarade att konverteringen av kryssare skulle resultera i mindre kapacitet men de skulle vara tillgängliga tidigare. Krisen som följde attacken mot Pearl Harbor i december 1941 visade det akuta behovet av fler hangarfartyg så snart som möjligt. Flottan svarade med att kraftigt påskynda byggandet av de stora hangarfartygen i Essex-klassen och i januari 1942 gjorde man om beställningen av en kryssare Cleveland-klassen till hangarfartyg.
Planer som utarbetats för denna konvertering visade sig mycket mer lovande än väntat. Designen baserades på eskorthangarfartygen i Sangamon-klassen och två lätta kryssare till ombeställdes som hangarfartyg i februari, tre i mars och ytterligare tre i juni 1942. De nio fartygen i Independence-klassen slutfördes i januari-december 1943, samtidigt med de första åtta i Essex-klassen. Dessa var viktiga komponenter i den stora offensiven som drev igenom de centrala och västra delarna av Stilla havet från november 1943 till och med augusti 1945. Åtta av dem deltog i slaget om Filippinska sjön i juni 1944, som effektivt eliminerade Japans hangarfartyg, och tillhandahöll 40 procent av jaktplanen och 36 procent av torpedbombarna.
Independence-klassens design bestod av ett relativt kort och smalt flygdäck och hangar, med en liten överbyggnad. För att kompensera för denna ytterligare vikt på ovansidan lades ytterpansar till på det ursprungliga kryssarskrovet, vilket ökade den ursprungliga däcksbalken med fem meter. Den typiska flygplansgruppen, ursprungligen avsedd att innefatta nio jaktplan, spaningsbombplan eller torpedflygplan, omorienterades snart till ungefär två dussin jaktplan och nio torpedflygplan.
Dessa fartyg hade begränsad kapacitet och vars huvudsakliga fördel var kortsiktig tillgänglighet, och den hastighet som krävdes för att operera i en hangarfartygsstyrka. Dess ringa storlek bäddade för problem med sjöegenskaper och en relativt hög andel flygplansolyckor. Skyddet var blygsamt och mycket av ammunitionen var man tvungen att förvara på hangarnivå, en faktor som i hög grad bidrog till förlusten av Princeton i oktober 1944.

## Bortskaffning

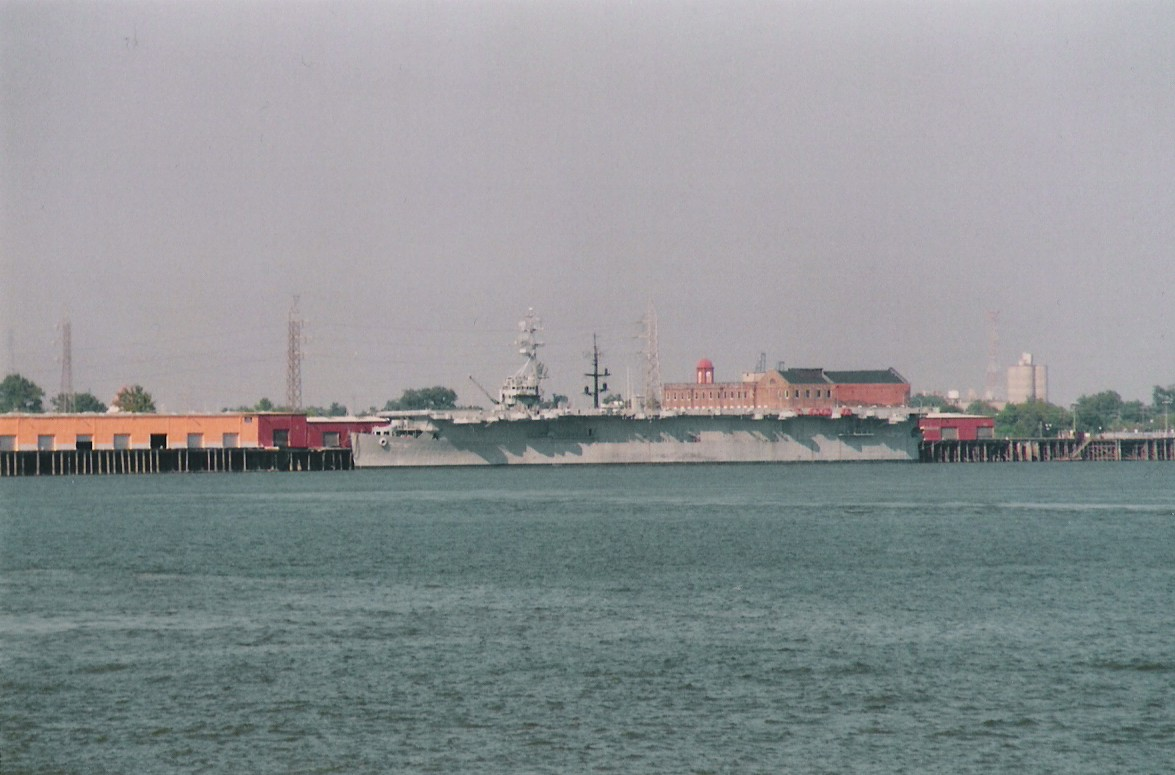
Cabot i New Orleans, 1995.

Det fanns lite utrymme för tillväxt vilket fartygens öden efter kriget visade. Independence förbrukades som målfartyg i ett atombombstest och resten togs ur tjänst 1947. Fem återvände i tjänst 1948-53, två för franska flottan. Två användes som träningsfartyg medan Bataan tjänstgjorde i Koreakriget med marinkårens flyggrupper. Hon och Cabot moderniserades och blev ubåtsjakthangarfartyg i början av 1950-talet med två skorstenar istället för de ursprungliga fyra. Alla utom de franska fartygen utrangerades under 1954-56 och omklassificerades till flygplanstransportfartyg 1959. Cabot fick nytt liv 1967 då hon blev den spanska flottans hangarfartyg Dédalo där hon tjänstgjorde till 1989 (i spansk tjänst var hon det första hangarfartyget att regelbundet utnyttja Harrier Jump Jet). Trots alla ansträngningar för att bevara henne skrotades Cabot i Brownsville, Texas mellan 1999 och 2003. Bevarandeåtgärder som gjorts fortsatte tills skrovet var skrotat till hälften.

## Fartyg i klassen

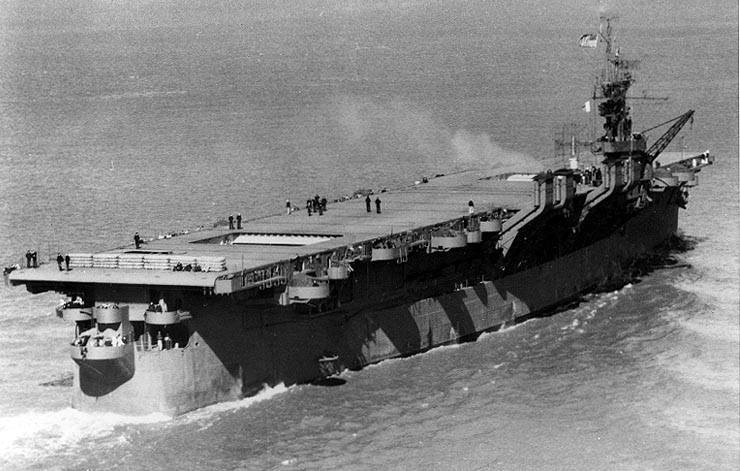
USS Princeton CVL-23

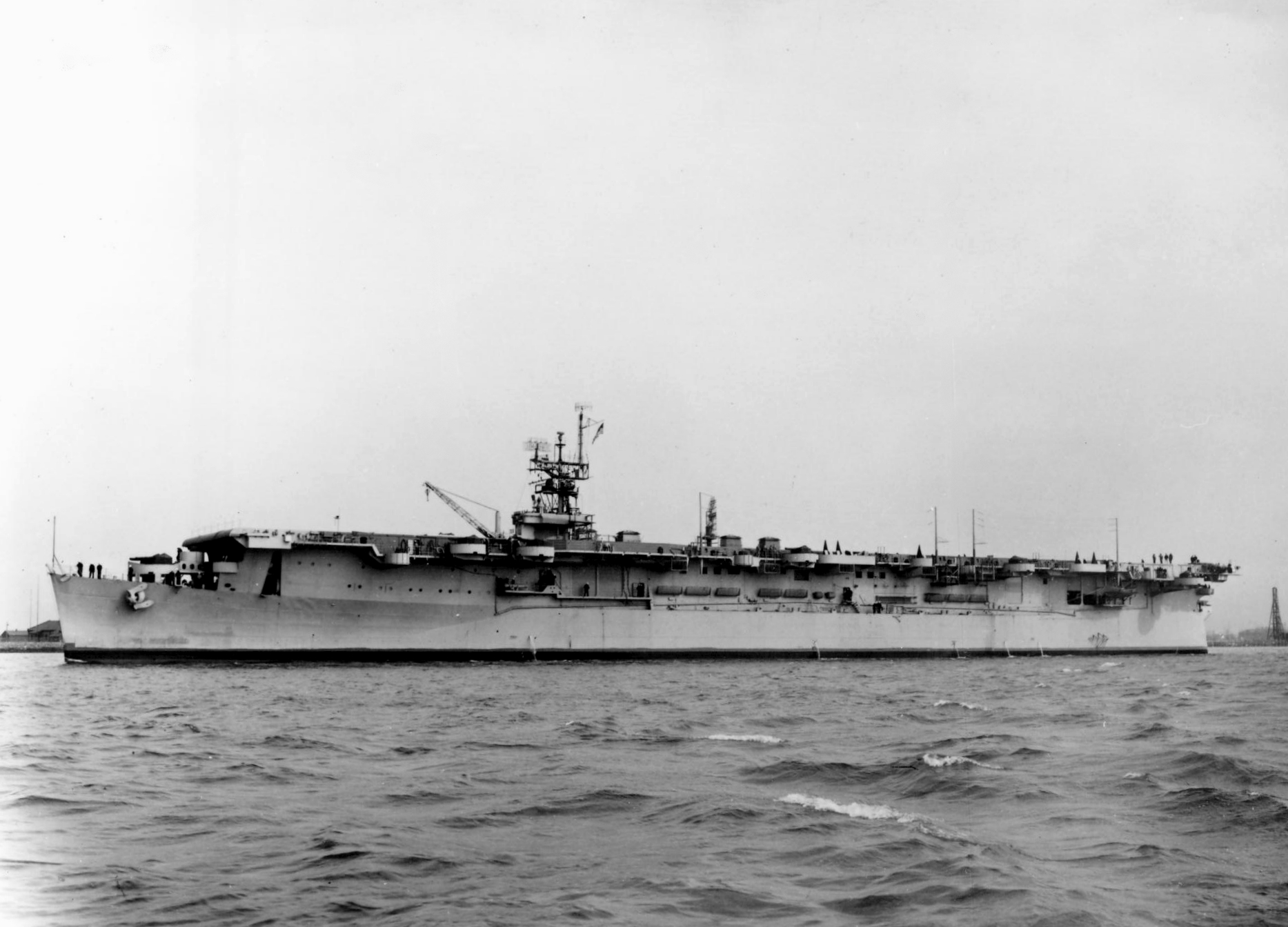
USS Belleau Wood CVL-24

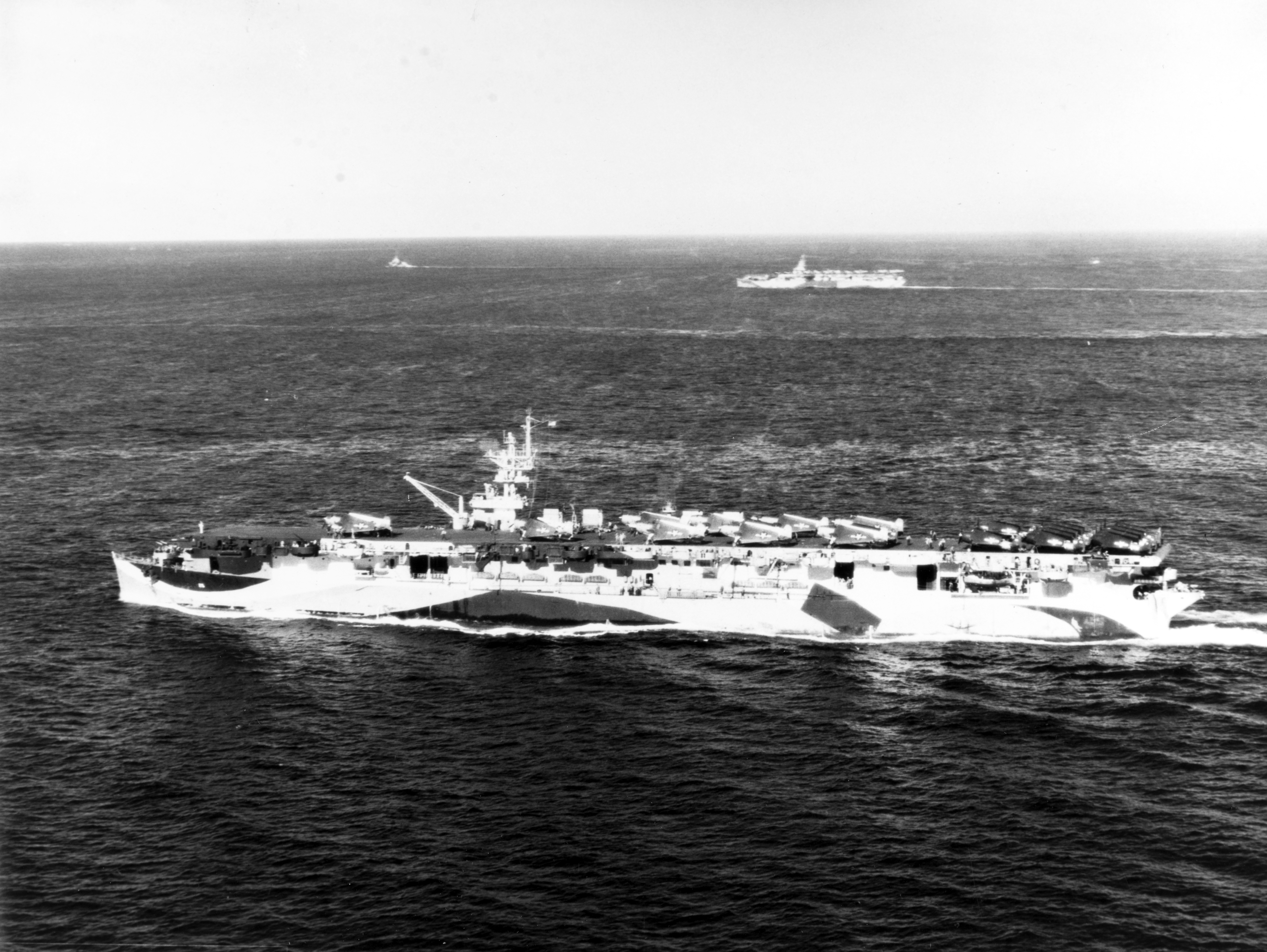
USS Cowpens CVL-25

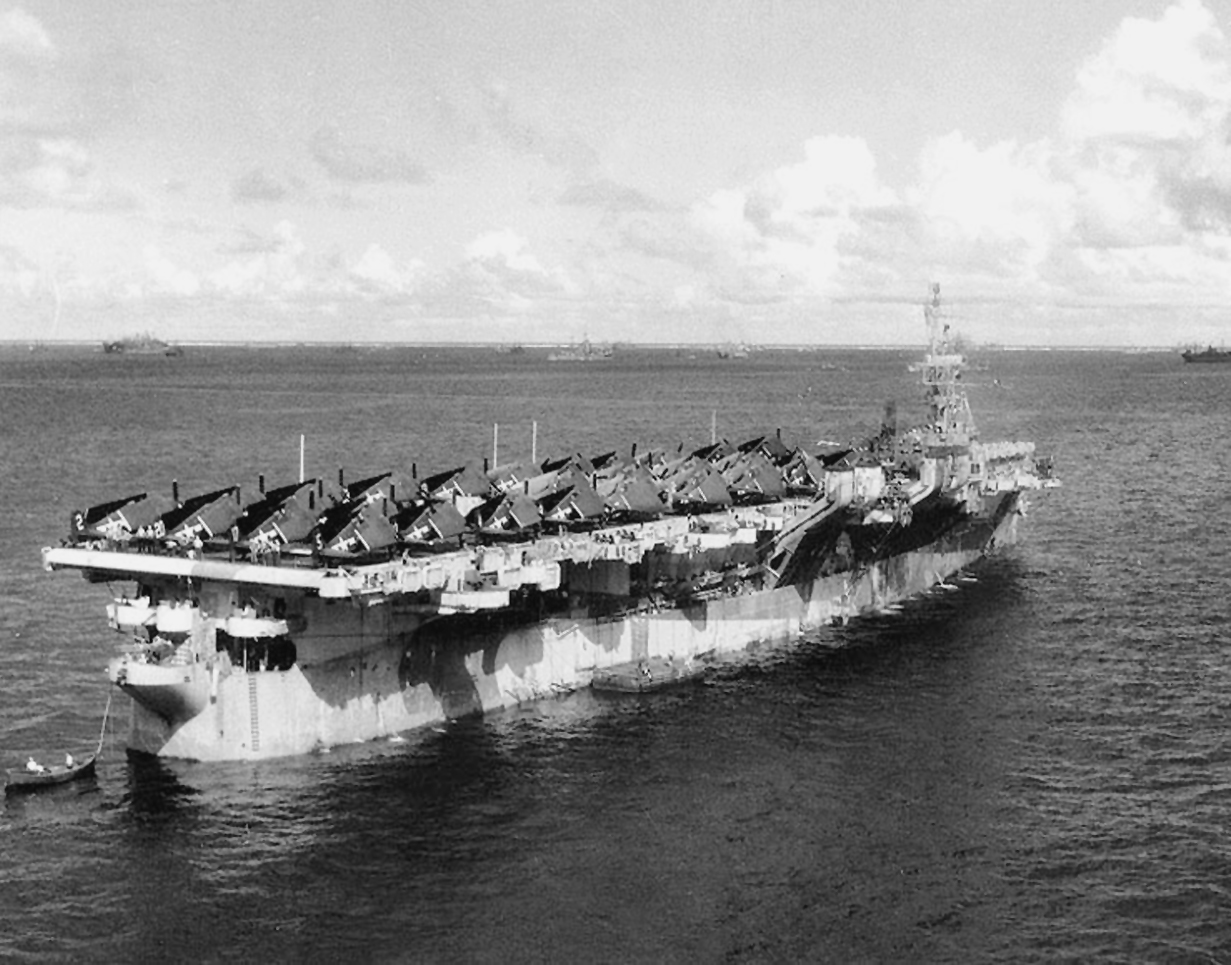
USS Monterey CVL-26

De nio fartygen i Independence-klassen var alla konverterade från Cleveland-klassens lätta kryssare som byggdes vid New York Shipbuilding Corporation, Camden, New Jersey. De var till en början klassificerade som "hangarfartyg" (CV) men omklassificerades till "små hangarfartyg" (CVL) den 15 juli 1943 medan fyra fartyg fortfarande var under konstruktion.
- Independence (CV/CVL-22). Kölsträckt i maj 1941 som Amsterdam (CL-59); omklassificerad till hangarfartyg i januari 1942; sjösatt i augusti 1942; i tjänst i januari 1943. Efter kriget ansågs hon överflödig för flottans krav och förbrukades i Operation Crossroads i juli 1946 men överlevde båda testen med små skador. Hon användes för strålningsforskning under flera år efteråt och förbrukades som målfartyg i januari 1951.
- Princeton (CV/CVL-23). Kölsträckt i juni 1941 som Tallahassee (CL-61); omklassificerad till hangarfartyg i februari 1942; sjösatt i oktober 1942; i tjänst i februari 1943. Förstörd som ett resultat av en japansk flygattack den 24 oktober 1944 under slaget vid Leytebukten.
- Belleau Wood (CV/CVL-24). Kölsträckt i augusti 1941 som New Haven (CL-76); omklassificerad till hangarfartyg i February 1942; sjösatt i december 1942; i tjänst i mars 1943. Utrangerad till reserven i januari 1947. Överförd till franska flottan som Bois Belleau (R97) i juni 1951. Återvände till amerikanska flottan för skrotning i september 1960.
- Cowpens (CV/CVL-25). Kölsträckt i november 1941 som Huntington (CL-77); omklassificerad till hangarfartyg i mars 1942; sjösatt i januari 1943; i tjänst i maj 1943. Utrangerad till reserven i januari 1947. Ströks ur flottans fartygsrullor och skrotades med start i november 1959.
- Monterey (CV/CVL-26). Kölsträckt i december 1941 som Dayton (CL-78); omklassificerad till hangarfartyg i mars 1942; sjösatt i februari 1943; i tjänst i juni 1943. Utrangerad till reserven i februari 1947. Åter i tjänst som träningsfartyg i september 1950, utrangerad till reserven igen i januari 1956. Omklassificerad till flygplanstransport AVT-2 i maj 1959. Ströks i juni 1970.
- Langley (CVL-27). Ursprungligen planerad som Fargo (CL-85); omklassificerad till hangarfartyg i mars 1942; kölsträckt i april 1942; namnändrades från Crown Point till Langley i november 1942; sjösatt i maj 1943; i tjänst i augusti 1943.  Utrangerad till reserven i februari 1947. Överförd till franska flottan som La Fayette (R96) den 2 juni 1951. Återvände till amerikanska flottan och ströks i mars 1963, skrotades i Baltimore 1964.
- Cabot (CVL-28). Kölsträckt i mars 1942 som Wilmington (CL-79); omklassificerad till hangarfartyg i juni 1942; sjösatt i april 1943; i tjänst i juli 1943. Utrangerades till reserven i februari 1947, åter i tjänst och moderniserad som ASW-hangarfartyg i oktober 1948. Utrangerad till reserven i januari 1955, moderniserad 1965-67 och överfördes till Spanien som Dédalo den 30 augusti 1967. Ströks från flottans fartygsregister och såldes till Spanien i augusti 1972.  Utrangerad för bevaring i New Orleans i augusti 1989, bevarandeåtgärder misslyckades. Skrotades i Brownsville, Texas med start i oktober 2000.
- Bataan (CVL-29). Ursprungligen planerad som Buffalo (CL-99); omklassificerad till hangarfartyg i juni 1942; kölsträckt i augusti 1942; sjösatt i augusti 1943; i tjänst i november 1943. Utrangerades till reserven i februari 1947, åter i tjänst och moderniserad som ASW-hangarfartyg i maj 1950. Utrangerad till reserven i april 1954. Ströks innan skrotning i september 1959.
- San Jacinto (CVL-30). Ursprungligen planerad som Newark (CL-100); omklassificerad till hangarfartyg i juni 1942; kölsträckt i oktober 1942; namnändrades från Reprisal till San Jacinto i januari 1943; sjösatt i september 1943; i tjänst i december 1943. Utrangerad till reserven i mars 1947. Ströks i juni 1970.